# HD 121504
HD 121504 – gwiazda typu żółty karzeł, podobna do Słońca, położona w gwiazdozbiorze Centaura. Jest oddalona od Ziemi o prawie 145 lat świetlnych.
W 2000 roku odkryto planetę HD 121504 b okrążającą tę gwiazdę.